# Gare d’Arcueil - Cachan
Gare d’Arcueil - Cachan vasútállomás és RER állomás Franciaországban, Cachan településen.

## Vasútvonalak
Az állomást az alábbi vasútvonalak érintik:
- Ligne de Sceaux

## Kapcsolódó állomások
A vasútállomáshoz az alábbi állomások vannak a legközelebb:
- Gare de Laplace (Gare Aéroport Charles-de-Gaulle 2 TGV, Gare de Mitry - Claye, B RER-vonal)
- Gare de Bagneux (Gare de Saint-Rémy-lès-Chevreuse, Gare de Robinson, B RER-vonal)